# Херемон
Херемон је био хеленски књижевник који је живео почетком 4. века п. н. е.
Најпознатији је по својим трагедијама од којих је по имену познато седам (Алфесибеја, Ахилеј који убија Терсита, Дионис, Тијест, Минијци, Одисеј, Енеј). Једино је из трагедије Енеј сачуван одломак од 17 стихова.
О Херемоновом стваралаштву сазнајемо од Аристотела који у својој Реторици каже да су његове трагедије подесније за читање него за приказивање на позорници. Херемон је неговао акрибичан стил тј. тачност у писању и јасно изражавање мисли, па се лако чита и није потребно да му израз додатно појашњава глумац на сцени. Поред тога, дела су му одликовали лепи описи, поготово женске лепоте, сликовит стих и уметање мудрих реченица. Тим својим поступцима он уноси нову црту у развитак грчке трагедије.